# Судзукі Дзенко
Дзенко Судзукі (яп. 鈴木 善幸; нар. 11 січня 1911, Ямада — пом. 19 липня 2004, Токіо) — японський політичний і державний діяч, прем'єр-міністр Японії в 1980–1982 рр..

## Біографія
Народився в префектурі Івате, закінчив Інститут рибальства, сільськогосподарської та лісової справи (1935). У 1947 р. був вперше обраний до палати представників парламенту від Соціалістичної партії Японії. Судзукі вступає в 1949 р. в Ліберально-демократичну партію і знову обирається до парламенту, а потім ще 16 разів. Він був міністром пошт і телекомунікацій в першому кабінеті Ікеда Хаято (1960), генеральним секретарем третього кабінету Ікеда (1964). У 1980 р., після раптової смерті прем'єр-міністра Охіра Масайосі, Судзукі став його наступником. Змінив його на цій посаді через два роки Ясухіро Накасоне. З політики Судзукі пішов в 1990 р.